# Conometopus cristaticollis
Conometopus cristaticollis is een rechtvleugelig insect uit de familie Ommexechidae. De wetenschappelijke naam van deze soort is voor het eerst geldig gepubliceerd in 1851 door Blanchard.